# Kunzia bispinosa
Kunzia bispinosa är en kräftdjursart som beskrevs av Kunz 1974. Kunzia bispinosa ingår i släktet Kunzia och familjen Paramesochridae. Inga underarter finns listade i Catalogue of Life.